# Metcalfe, Mississippi
Metcalfe là một thành phố thuộc quận Washington, tiểu bang Mississippi, Hoa Kỳ. Năm 2010, dân số của thành phố này là 1 067 người.

## Dân số
- Dân số năm 2000: 1 109 người.
- Dân số năm 2010: 1 067 người.